# Campionati asiatici di badminton 2016
I Campionati asiatici di badminton 2016 si sono svolti a Wuhan, in Cina, dal 26 aprile al 1 maggio. È stata la 35ª edizione del torneo, organizzato dalla Badminton Asia.

## Podi
| Evento              | Oro                              | Argento                       | Bronzo                                  |
| Singolare maschile  | Lee Chong Wei                    | Chen Long                     | Tian Houwei                             |
| Singolare maschile  | Lee Chong Wei                    | Chen Long                     | Lin Dan                                 |
| Singolare femminile | Wang Yihan                       | Li Xuerui                     | Sung Ji-hyun                            |
| Singolare femminile | Wang Yihan                       | Li Xuerui                     | Saina Nehwal                            |
| Doppio maschile     | Lee Yong-dae Yoo Yeon-seong      | Li Junhui Liu Yuchen          | Takeshi Kamura Keigo Sonoda             |
| Doppio maschile     | Lee Yong-dae Yoo Yeon-seong      | Li Junhui Liu Yuchen          | Fu Haifeng Zhang Nan                    |
| Doppio femminile    | Misaki Matsutomo Ayaka Takahashi | Naoko Fukuman Kurumi Yonao    | Chang Ye-na Lee So-hee                  |
| Doppio femminile    | Misaki Matsutomo Ayaka Takahashi | Naoko Fukuman Kurumi Yonao    | Nitya Krishinda Maheswari Greysia Polii |
| Doppio misto        | Zhang Nan Zhao Yunlei            | Tontowi Ahmad Liliyana Natsir | Ko Sung-hyun Kim Ha-na                  |
| Doppio misto        | Zhang Nan Zhao Yunlei            | Tontowi Ahmad Liliyana Natsir | Shin Baek-cheol Chae Yoo-jung           |